# VI wojna austriacko-turecka
VI wojna austriacko-turecka – wojna toczona w latach 1715–1718 pomiędzy Monarchią Habsburgów a Imperium Osmańskim.
Powodem konfliktu było zajęcie przez Turków weneckich posiadłości na Półwyspie Morea (dziś Peloponez) w 1714, co doprowadziło do VIII wojny wenecko-tureckiej. Reakcją na to wydarzenie było zawarcie skierowanego przeciw Turcji sojuszu habsbursko-weneckiego.
5 sierpnia 1716 r. doszło do pierwszej większej bitwy pod Petrovaradinem, w której wojska austriackie dowodzone przez księcia Eugeniusza Sabaudzkiego pokonały przeważające liczebnie siły Osmanów. Latem 1717 r. doszło do oblężenia Belgradu przez siły cesarskie, który zdobyto po zwycięskiej bitwie 16 sierpnia 1717 r.
Po utracie Belgradu Turcy poprosili o rozejm. Traktat pokojowy podpisano 21 lipca 1718 w Pożarowaczu (Passarowitz). W jego wyniku Austria uzyskała Banat, północną część Bośni, Serbię z Belgradem i Oltenię, tj. zachodnią część Wołoszczyzny po rzekę Alutę. Wenecja odzyskała tereny w Dalmacji, ale straciła Peloponez i Kretę.